# Palacio de Rumiántsev-Paskévich
El Palacio de Rumiántsev-Paskevich (en bielorruso: Палац Румянцавых-Паскевічаў) es el principal lugar de importancia histórica en la ciudad de Gómel, en Bielorrusia. Los jardines de la residencia se extienden por 800 metros a lo largo de la empinada orilla derecha del río Sozh. Una imagen de la residencia se ofrece en el billete de 20.000 rublos bielorrusos.
El palacio de dos pisos del mariscal de campo Piotr Rumiántsev fue construido entre 1777 y 1796 con un diseño neoclásico atribuido a Iván Starov. El palacio reemplazó al castillo en ruinas de antiguo propietario, Michał Fryderyk Czartoryski. La parte central es coronada por un mirador cuadrado con una cúpula plana. El pórtico corintio de seis columnas está frente a un parque inglés extenso. El pórtico principal se sitúa sobre una plataforma elevada y sostenida por cuatro columnas corintias.